# Cleidogona bifurca
Cleidogona bifurca är en mångfotingart som beskrevs av Loomis 1974. Cleidogona bifurca ingår i släktet Cleidogona och familjen Cleidogonidae. Inga underarter finns listade i Catalogue of Life.